# Inga Nielsen
Inga Nielsen (Holbæk, 2 de junho de 1946 – Copenhague, 10 de fevereiro de 2008) foi uma soprano dinamarquesa.

## Biografia
Inga Nielsen nasceu em Holbæk, na Dinamarca e foi uma garota prodígio. Ela fez sua primeira gravação com nove anos cantando canções folclóricas dinamarquesas e canções de natal. Após terminar seus estudos em Viena, Stuttgart e em Budapeste, ela começou sua carreira nas casas de ópera da Alemanha e da Suíça e em 1975 se tornou um membro do Grupo de Ópera de Frankfurt am Main.
Ela foi um convidado regular executante na Ópera Estatal de Viena, no Teatro alla Scala de Milão, na Royal Opera House, no Covent Garden, e também nas casas de ópera de Munique, Hamburgo, Berlim, Paris, Zurique, Barcelona, assim como nas de Nova Iorque, Buenos Aires, Florença e Bolonha.
Ela foi premiada com o prêmio Tagea Brandt Rejselegat em 1984. Em 1992 Nielsen foi apontada como a Cavaleira de Dannebrog pela Rainha Margarida II da Dinamarca. Inga Nielsen morreu no hospital Gentofte em Copenhague de câncer em 2008, com 61 anos.